# Образцов Іван Пилипович
Іван Пилипович Образцов (28 липня 1920, село Бики Бєжецького повіту, тепер Максатихинського району Тверської області, Росія — 28 лютого 2005, місто Москва) — радянський і російський вчений в галузі механіки деформованого твердого тіла, будівельної механіки і міцності літальних апаратів, ректор Московського авіаційного інституту, міністр вищої і середньої спеціальної освіти Російської РФСР. Кандидат у члени ЦК КПРС у 1981—1990 роках. Депутат Верховної Ради Росіійської РФСР 7—11-го скликань. Народний депутат СРСР (1989—1991). Доктор технічних наук (1957), професор (1958). Член-кореспондент Академії наук СРСР (з 1966).  Академік Академії наук СРСР (Російської академії наук) (з 1974).

## Життєпис
Народився в селянській родині. Закінчив середню школу, вступив до Ленінградського автодорожнього інституту (у 1941 році перетворений в авіаційний інститут).
У червні 1941 року добровільно вступив до 68-го винищувального батальйону НКВС і брав участь в боях під станцією Чудово. Учасник німецько-радянської війни. У вересні 1941 року відкликаний з фронту для продовження навчання в авіаційному інституті, який був евакуйований до міста Алма-Ати.
У 1944 році закінчив Московський авіаційний інститут.
Член ВКП(б) з 1944 року.
У 1944—1956 роках — асистент, старший викладач, доцент кафедри деталей машин Московського авіаційного інституту.
У 1956—1958 роках — декан факультету літакобудування і професор кафедри будівельної механіки літаків (з 1957 року) Московського авіаційного інституту.
У 1958—1961 роках — директор, у 1961—1972 роках — ректор Московського авіаційного інституту.
Одночасно у 1959—2005 роках — завідувач кафедри 603 «Будівельна механіка і міцність літальних апаратів» Московського авіаційного інституту.
18 лютого 1972 — 15 червня 1990 року — міністр вищої і середньої спеціальної освіти Російської РФСР. 15 червня — 14 липня 1990 року — в.о. міністра вищої і середньої спеціальної освіти Російської РФСР.
У 1990 році перейшов на роботу в Російську академію наук і з 1990 по 1998 рік працював директором Інституту прикладної механіки РАН. З 1996 по 2005 рік — радник Російської академії наук.
У 1968—1992 роках — голова правління товариства «Знання» Російської РФСР. У 1992—1999 роках — президент, у 1999—2005 роках — почесний президент товариства «Знання» Росії.
У 1982—1992 роках — голова Національного комітету СРСР з теоретичної і прикладної механіки, в 1986—2004 роках — голова наукової ради РАН з механіки конструкцій з композиційних матеріалів. Головний редактор журналу «Известия РАН. Механика твердого тела»(з 1988). Президент загальнонаціональної академії «Знання» (1995—2005). Президент (1995—2001), почесний президент (2001—2005) Академії наук авіації та повітроплавання, член ради старійшин Російської інженерної академії, почесний член Міжнародної інженерної академії.
Помер 28 лютого 2005 року. Похований на Троєкуровському цвинтарі Москви.

## Нагороди і звання
- три ордени Леніна  (1961, 1976, 1980)
- орден Жовтневої Революції (1986)
- орден Трудового Червоного Прапора (1967)
- орден «Знак Пошани» (1970)
- орден Вітчизняної війни ІІ ст. (1985)
- орден «За заслуги перед Вітчизною» ІІІ ст. (Російська Федерація) (1995)
- медалі
- Ленінська премія (1988)
- Державна премія СРСР (1976)
- Премія Ради Міністрів СРСР (1983)
- премії імені 25-річчя МАІ (1958, 1968, 1974, 1987)
- премії уряду Російської Федерації в галузі науки і техніки (1999, 2001)